# Мыканино (Волоколамский район)
Мыканино — деревня в Волоколамском районе Московской области России.
Относится к сельскому поселению Чисменское, до муниципальной реформы 2006 года относилась к Анинскому сельскому округу. Население — 8 чел. (2010).

## Население
| 1852 | 1859 | 1926 | 2002 | 2006 | 2010 |
| ---- | ---- | ---- | ---- | ---- | ---- |
| 165  | ↘157 | ↗169 | ↘9   | ↘7   | ↗8   |

## Расположение
Деревня Мыканино расположена примерно в 6 км к востоку от центра города Волоколамска. На территории зарегистрировано одно садовое товарищество. Южнее деревни проходит Волоколамское шоссе. Ближайшие населённые пункты — деревни Ядрово и Рождествено.

## Исторические сведения
В «Списке населённых мест» 1862 года Мыканино — казённая деревня 2-го стана Волоколамского уезда Московской губернии по левую сторону почтового Московского тракта (из Волоколамска), в 4 верстах от уездного города, при колодце, с 20 дворами и 157 жителями (74 мужчины, 83 женщины).
По данным на 1890 год входила в состав Аннинской волости Волоколамского уезда, число душ мужского пола составляло 71 человек.
В 1913 году — 31 двор и фабрика.
По материалам Всесоюзной переписи населения 1926 года — деревня Рождественского сельсовета Аннинской волости, проживало 169 жителей (77 мужчин, 92 женщины), насчитывалось 36 крестьянских хозяйств.
С 1929 года — населённый пункт в составе Волоколамского района Московской области.